# Deblín
Deblín (en allemand : Döbleins) est une commune du district de Brno-Campagne, dans la région de Moravie-du-Sud, en République tchèque. Sa population s'élevait à 1 063 habitants en 2020.

## Géographie
Deblín se trouve à 7 km au sud-ouest de Tišnov, à 24 km au nord-ouest de Brno et à 162 km au sud-est de Prague.
La commune est limitée par Kuřimská Nová Ves, Kuřimské Jestřabí et Dolní Loučky au nord, par Úsuší et le quartier de Pejškov, une exclave de Tišnov à l'est, par Lažánky au sud-est, par Braníškov et Svatoslav au sud, et par Velká Bíteš et Katov à l'ouest.

## Histoire
La première mention écrite de la localité date de 1234. La commune a le statut de městys depuis le 10 octobre 2006.